# Strada statale 348 Feltrina
La strada regionale 348 Feltrina, già strada statale, è una strada regionale italiana che collega Treviso e Feltre.
In seguito al decreto legislativo n. 112 del 1998, dal 1º ottobre 2001 la sua gestione è passata dall'ANAS alla Regione Veneto, alla quale è a sua volta succeduta, il 20 dicembre 2002, la società Veneto Strade.

## Storia
Benché la sua esistenza sia documentata solo dal XIV secolo, i reperti archeologici fanno pensare che la Feltrina fosse utilizzata sin dall'epoca preromana come via di comunicazione tra l'area alpina e l'antica Treviso, dalla quale si poteva proseguire verso la laguna Veneta ridiscendendo il Sile. Non è un caso se lungo la direttrice si trovava anche l'importante centro paleoveneto di Montebelluna.
Non sembra un caso la perfetta sovrapposizione fra il percorso della strada Feltrina nel tratto fra Treviso e Feltre con il paleoalveo del fiume Piave (Piave di Montebelluna).
In epoca romana venne rettificata, andando a rappresentare il cardo massimo, nonché il limite occidentale, della centuriazione trevigiana. Quanto ai rapporti con le altre strade, all'altezza dell'attuale Postioma incrociava la via Postumia mentre, secondo alcune ipotesi, la Feltrina avrebbe rappresentato un tratto della via Claudia Augusta Altinate. Tra i ritrovamenti archeologici del periodo, si ricorda una pietra miliare individuata a Fener: vi è inciso il numero XI, indicante probabilmente le miglia di distanza da Feltre.
Nel medioevo il percorso fu certamente frequentato da pellegrini e commercianti, come testimoniato dalla presenza di alcuni ospedali che accoglievano i viandanti in sosta. La prima citazione scritta risale però al 1315: nel Cathasticum viarum et locorum Agri Tarvisini, di cui resta una traduzione secentesca, si parla di una via Trivisana (cal Trevisana è il nome che a lungo contraddistinse la strada) che da Cornuda poteva raggiungere Treviso o, dall'altra parte, Feltre.

## Percorso
L'arteria si raccorda alla circonvallazione di Treviso all'altezza di Porta Santi Quaranta e prosegue in direzione nord-ovest sfiorando Trevignano, Montebelluna e Cornuda. Da Pederobba prosegue sulla riva destra del Piave e, dopo aver attraversato Quero, raggiunge Feltre terminando nella strada statale 50 del Grappa e del Passo Rolle.
| Feltrina | |      |                       |           |
| Tipo     | Indicazione | ↓km↓ | Comune                | Provincia |
|          | Viale della Repubblica Noalese Scorzè - Noale - Padova | 0,0  | Treviso               | TV        |
|          | Postumia (via Castellana) Castelfranco Veneto - Cittadella - Vicenza                                                                                           | 0,2  | Treviso               | TV        |
|          | Percorso precedentemente usato, terminante in Viale della Repubblica                                                                                           | 0,5  | Treviso               | TV        |
|          | di Montebelluna Treviso - Castagnole - Musano - Montebelluna                                                                                                   | 1,1  | Treviso               | TV        |
|          | Monigo Stadio rugby di Monigo | 1,5  | Treviso               | TV        |
|          | Tangenziale di Treviso (quarto lotto in progetto) Supermercato                                                                                                 | 2,5  | Treviso               | TV        |
|          | delle Cave Quinto di Treviso - Paese - Ponzano Veneto | 4,5  | Paese                 | TV        |
|          | Parco Commerciale Area di servizio | 5,5  | Paese                 | TV        |
|          | Zona industriale di Postioma | 7,4  | Paese                 | TV        |
|          | Postioma Postumia Romana Castelfranco Veneto - San Floriano - Villorba - Maserada sul Piave                                                                    | 8,2  | Paese                 | TV        |
|          | Cavalcavia sulla variante di Postioma della Postumia Romana | 9,1  | Paese                 | TV        |
|          | Zona industriale "Sant'Elena" di Signoressa | 11,6 | Paese                 | TV        |
|          | Via Bassa Variante di Signoressa (parte del progetto della SPV)                                                                                                | 12,2 | Trevignano            | TV        |
|          | Schiavonesca Vecchia Trevignano - Volpago Signoressa | 12,9 | Trevignano            | TV        |
|          | Via Trevigiana Venegazzù Via Ortigara Via Giotto - Variante di Signoressa (parte del progetto della SPV)                                                       | 14,0 |                       | TV        |
|          | Area in costruzione (possibile centro commerciale) | 14,5 | Volpago del Montello  | TV        |
|          | Superstrada Pedemontana Veneta - Svincolo Montebelluna Est - Volpago                                                                                           | 14,8 | Volpago del Montello  | TV        |
|          | Zona industriale SUD di Guarda Bassa | 16,3 | Montebelluna          | TV        |
|          | Cavalcavia ex ferrovia Montebelluna - Susegana | 16,7 | Montebelluna          | TV        |
|          | Schiavonesca Marosticana Volpago - Giavera - Nervesa - Conegliano Montebelluna (fraz. Caonada - loc. Pilastroni)                                               | 17,2 | Montebelluna          | TV        |
|          | Cavalcavia Schiavonesca Marosticana | 17,7 | Montebelluna          | TV        |
|          | Erizzo Crocetta - Valdobbiadene Schiavonesca Marosticana Vicenza - Marostica - Bassano - Asolo                                                                 | 18,4 | Montebelluna          | TV        |
|          | Cavalcavia sulla ferrovia Treviso - Belluno e su Via Montello                                                                                                  | 19   | Montebelluna          | TV        |
|          | Montebelluna (fraz. Biadene) | 19,5 | Montebelluna          | TV        |
|          | Area di servizio | 19,9 | Montebelluna          | TV        |
|          | Comando dei Vigili del fuoco di Montebelluna | 21,2 | Montebelluna          | TV        |
|          | Area di servizio con GPL | 22,5 | Montebelluna          | TV        |
|          | Ponte sulla Brentella di Pederobba | 22,2 | Montebelluna          | TV        |
|          | di Caerano Caerano di San Marco - Altivole - Castelfranco Veneto del Cristo Nogaré Centro Commerciale Crocetta Zona artigianale Nogaré EX PIP (fraz. Crocetta) | 23,4 | Crocetta del Montello | TV        |
|          | Cornuda | 25,7 | Cornuda               | TV        |
|          | di Villa Barbaro Maser - Covolo Villa Barbaro | 26,7 | Cornuda               | TV        |
|          | Levada | 28,5 | Pederobba             | TV        |
|          | Area di ristoro e di servizio | 29,4 | Pederobba             | TV        |
|          | Onigo | 30,7 | Pederobba             | TV        |
|          | Zona industriale di Pederobba | 31,6 | Pederobba             | TV        |
|          | Supermercato | 32,0 | Pederobba             | TV        |
|          | Pedemontana del Grappa Cavaso del Tomba - Pieve del Grappa - Borso del Grappa - Romano d'Ezzelino                                                              | 32,2 | Pederobba             | TV        |
|          | Pederobba Stazione F.S. di Pederobba - Cavaso - Possagno | 32,5 | Pederobba             | TV        |
|          | Ponte di Fener (sul fiume Piave) Segusino - Valdobbiadene | 36,0 | Setteville            | BL        |
|          | di Alano Fener Stazione F.S. di Alano - Fener - Valdobbiadene                                                                                                  | 36,6 | Setteville            | BL        |
|          | Ponte sul torrente Tegorzo | 37,0 | Setteville            | BL        |
|          | Area di servizio | 37,9 | Setteville            | BL        |
|          | Quero | 38,2 | Setteville            | BL        |
|          | Madonna del Piave Vas | 39,3 | Setteville            | BL        |
|          | Stazione F.S. di Quero - Vas | 41,5 | Setteville            | BL        |
|          | Carpen | 45,4 | Setteville            | BL        |
|          | Sanzan | 46,2 | Feltre                | BL        |
|          | Cavalcavia sulla ferrovia Treviso - Belluno | 49,3 | Feltre                | BL        |
|          | Ponte sul fiume Sonna | 49,6 | Feltre                | BL        |
|          | Santuario dei Santi Vittore e Corona | 50,7 | Feltre                | BL        |
|          | del Grappa e Passo Rolle - Variante di Feltre Primolano - Arsiè Villapaiera Anzù - Lentiai                                                                     | 51,4 | Feltre                | BL        |
|          | Sottopasso della ferrovia Treviso - Belluno | 51,7 | Feltre                | BL        |
|          | Via Trevigiana Via Panoramica | 52,9 | Feltre                | BL        |
|          | Stazione F.S. di Feltre Deposito autobus Dolomitibus | 53,2 | Feltre                | BL        |
|          | Ponte sul torrente Colmeda | 53,9 | Feltre                | BL        |
|          | Cimitero di Feltre Via della Vignigole Via Cesare Battisti | 54,0 | Feltre                | BL        |
|          | del Grappa e Passo Rolle Predazzo - Fiera di Primiero - Belluno - Ponte nelle Alpi                                                                             | 54,5 | Feltre                | BL        |